# ソラトビデオ・カスタム VIDEO CLIP CHRONICLE 1991-2001
『ソラトビデオ・カスタム VIDEO CLIP CHRONICLE 1991-2001』（ソラトビデオ・カスタム ビデオクリップ クロニクル-）は、日本のロックバンド・スピッツのビデオクリップ集DVD。2001年6月6日にユニバーサルミュージックより発売。レーベルはポリドール。

## 概要
- 1991年から2001年までのシングル曲のビデオクリップを収録。「流れ星」や、両A面シングルの2曲目「スピカ」「放浪カモメはどこまでも」は除外されているが、これまでの「ソラトビデオ」シリーズには収録されなかったデビュー曲「ヒバリのこころ」や、「裸のままで」のオリジナル版（VHS『ソラトビデオ』では再編集版）、最新シングル「遥か」が初収録となった。
- また、これまで制作された15秒テレビスポットから19本を「TV SPOT CUSTOM 1」と「2」にまとめて収録。

## 収録曲
1. ヒバリのこころ
2. 裸のままで
3. 君が思い出になる前に
4. 空も飛べるはず
5. 青い車
6. スパイダー
7. ロビンソン
8. 涙がキラリ☆
9. チェリー
10. 渚
11. TV SPOT CUSTOM 1
12. スカーレット
13. 夢じゃない
14. 運命の人
15. 冷たい頬
16. 楓
17. ホタル
18. メモリーズ
19. TV SPOT CUSTOM 2
20. 遥か